# Matthias Stein (Jurist)
Matthias Stein, auch Mathias (* 8. Januar 1660 in Rostock; † 10. September 1718 ebenda) war ein deutscher Jurist und Professor der Rechtswissenschaft an der Universität Rostock.

## Herkunft, Ausbildung und Studium
Stein war der Sohn des Kaufmanns und Hospital-Vorstehers Walther Stein in Rostock. Er war ein Bruder des Juristen und Hochschullehrers in Königsberg, Johann Stein, (1661–1725) sowie des späteren Königsberger Professors und Stadtrats Konrad Stein (1674–1732).
Nach dem Besuch der Stadtschule Rostock war er bereits im Sommersemester 1673 an der Universität Rostock eingeschrieben. Eine zweite Immatrikulation ist im Wintersemester 1678 zu verzeichnen. Im Jahre 1683 wechselte Stein nach Königsberg, wo er bis 1687 blieb und unter anderem eine Anstellung als Hofmeister zweier Herren vom Adelsgeschlecht der Finck von Finckensteins annahm. Von 1687 bis 1688 unternahm er eine Reise mit zwei katholischen Herren von Lettow von Königsberg über Krakau und Warschau nach Thorn und kehrte im Sommersemester 1689 an die Universität Rostock zurück, um sein Examen an der juristischen Fakultät abzulegen. Im selben Jahr wurde er ebenfalls zum Doktor der Rechtswissenschaft promoviert.

## Akademische Laufbahn
Am 2. Mai 1693 übernahm Mathias Stein die Professur der Rechtswissenschaft (Professor ordinarius codicis), nachdem diese 7 Jahre frei gewesen ist und trat damit die Nachfolge von Jacob Lembke an. vier Jahre später folgte die Eheschließung mit Katharine Margarethe Wolff (1674–1714), der Tochter des Professors Franz Wolff, die Ehe blieb jedoch kinderlos. Nach seinem Ausscheiden aus dem universitären Dienst, übernahm Johann Christian Petersen seine Stelle. In den für Stein geschriebenen Leichenprogrammen wird vor allem seine unermüdliche Arbeitskraft betont und das Talent, das er in der Verwaltung der Stipendien, der akademischen Bibliothek und anderen Angelegenheiten bewies, gerühmt.